# Arhangelska oblast
Arhangelska oblast (rusko Арха́нгельская о́бласть) je oblast na severu evropskega dela Rusije v Severozahodnem federalnem okrožju. V njeno upravno sestavo spada Nenško avtonomno okrožje. Oblast na severu meji na Belo morje, na vzhodu z republiko Komijem, na jugovzhodu s Kirovsko oblastjo, na jugu z Vologdsko oblastjo in na zahodu z republiko Karelijo. Ustanovljena je bila 23. septembra 1937 z razdelitvijo Severne oblasti.